# Pikardščina
Pikardščina (francosko in pikardsko picard) je romanski jezik, ki spada v skupino oilskih jezikov (langues d'oïl). Govori se ga v Franciji v zgodovinski pokrajini Pikardiji, v Belgiji pa na zahodu Valonije. Jezik ima razvito književnost in naj bi ga govorilo še okoli 1 milijon ljudi. 
1. ↑  pikardščina v Ethnologue (23. izd., 2020)
2. ↑  Hammarström, Harald; Forkel, Robert; Haspelmath, Martin; Bank, Sebastian (24. maj 2022). »Oil«. Glottolog. Max Planck Institute for Evolutionary Anthropology. Arhivirano iz spletišča dne 8. oktobra 2022. Pridobljeno 7. oktobra 2022.
3. ↑  »World Atlas of Languages: Picard«. en.wal.unesco.org. Arhivirano iz prvotnega spletišča dne 15. novembra 2023. Pridobljeno 15. novembra 2023.